# Густав Хайнеман
Густав Валтер Хайнеман (на немски: Gustav Heinemann) е германски политик. Той е министър на вътрешните работи от 1949 до 1950 г., министър на правосъдието от 1966 до 1969 г. и президент на Федерална република Германия от 1969 до 1974 г. Известен е със своята широкоскроеност и респект към студентските протести през 1968 г.

## Биография

#### Политическа кариера
По времето на Ваймарската република Хайнеман е член на Християно-социалните народни служби. След края на Втората световна война той е един от основателите на Християн-демократически съюз (CDU) и става кмет на града Есен. Министър на вътрешните работи е в първия кабинет на Конрад Аденауер. През 1950 г. той напуска правителството, а CDU напуска през 1950 г., за да образува Всегерманската народна партия. През 1957 г. той, заедно с повечето от членовете на своята партия, се съюзява с Германската социалдемократическа партия (SPD). В тази коалиция (1966-69) е министър на правосъдието.
През 1969 г. Хайнеман става първият член на SPD, избран за бундеспрезидент на Германия.
Неговата дъщеря Ута Ранке-Хайнеман се кандидатира неуспешно за президент през 1999 г. Президентът, избран тогава, е Йоханес Рау, който е съпруг на внучката на Хайнеман (племенницата на Ута Ранке-Хайнеман) Христина Делиус.

## Почит
Наградата „Gustav-Heinemann-Friedenspreis“ (Награда за мир Густав Хайнеман) се присъжда от 1982 г. за книга, допринесла най-много за световния мир.